# Partido Independiente Cívico de los Pequeños Propietarios y de los Trabajadores Agrarios
El Partido Independiente Cívico de los Pequeños Propietarios y de los Trabajadores Agrarios (en húngaro: Független Kisgazda, Földmunkás és Polgári Párt, abreviado FKgP) es un histórico partido político de Hungría de ideología conservadora y agrarista. Muchas veces es denominado simplemente como Partido Independiente de los Pequeños Propietarios. En la actualidad no cuenta con representación en el Parlamento de Hungría.

## Historia
Los orígenes del partido se remontan a 1908, entonces bajo el Imperio austrohúngaro, aunque se reestructuró durante el Régimen de Horty. No sería hasta las elecciones parlamentarias de noviembre de 1945 en que la formación política adquiriera un papel preponderante en la vida política húngara, cuando el partido obtuvo un 57% de los votos frente al 17,4% de los socialistas y el 17% de los comunistas. Las fuerzas de ocupación soviéticas aceptaron la formación de un gobierno de coalición liderado por el FKgP y bajo el liderazgo de Zoltán Tildy.
Con el apoyo y el visto bueno de Moscú, los comunistas húngaros intensificaron la presión sobre los agraristas. El parlamento dominado por el FKgP instauró la Segunda República Húngara en 1946, con Tildy como primer ministro, y más tarde sucedido por Ferenc Nagy. A partir de 1947 el poder del partido se vio cada vez más en decadencia frente a la influencia de los comunistas en todos los ámbitos del gobierno y la vida pública. Tras la acusaciones de conspiración contra algunos ministros agraristas del gobierno, los principales líderes del partido se vieron obligados a exiliarse en el extranjero. Ferenc Nagy se encontraba de vacaciones en Suiza cuando le sorprendieron estos acontecimientos y decidió no regresar al país. István Dobi, que era líder del FKgP  más abiertamente pro-comunista, lideró la integración final del partido con los comunistas, lo que lo llevó prácticamente a su desaparición de la vida política húngara a partir de 1949.
En 1988 el gobierno comunista húngaro volvió a permitir la existencia del partido, que en las elecciones parlamentarias de 1990 obtuvo unos buenos resultados electorales y participó en el gobierno de coalición de József Antall.
El FKgP participó en las elecciones generales de 2006 integrado en la coalición MIÉP-Jobbik-Alianza de Partidos por la Tercera Vía, junto a los partidos ultraderechistas Movimiento por una Hungría Mejor (Jobbik) y Partido Húngaro de la Justicia y la Vida (Magyar Igazság és Élet Pártja o MIÉP), pero no obtuvo ningún representante.

## Resultados electorales
Asamblea nacional
| Elecciones                | Asamblea nacional | Asamblea nacional | Asamblea nacional | Asamblea nacional | Posición            |
| Elecciones                | # de votos        | % de votos        | # de de escaños   | +/–               | Posición            |
| ------------------------- | ----------------- | ----------------- | ----------------- | ----------------- | ------------------- |
| Reino de Hungría          |                   |                   |                   |                   |                     |
| 1931                      | 173.477 (#3)      | 11,48%            | 10/245            |                   | Oposición           |
| 1935                      | 387.351 (#2)      | 19,62%            | 22/245            | 12                | Oposición           |
| 1939                      | 569.054 (#2)      | 15,04%            | 14/260            | 8                 | Oposición           |
| Segunda República Húngara |                   |                   |                   |                   |                     |
| 1945                      | 2.697.262 (#1)    | 57,03%            | 245/409           | 231               | En el gobierno      |
| 1947                      | 766.000 (#3)      | 15,34%            | 68/411            | 177               | En el gobierno      |
| 1949                      | Coalición         | 15,42%            | 62/402            | 6                 | En el gobierno      |
| Hungría actual            |                   |                   |                   |                   |                     |
| 1990                      | 576.256 (#3)      | 11,74%            | 44/386            |                   | En el gobierno      |
| 1994                      | 425.482 (#4)      | 7,82%             | 26/386            | 18                | Oposición           |
| 1998                      | 617.740 (#3)      | 13,78%            | 48/386            | 22                | En el gobierno      |
| 2002                      | 42.338 (#7)       | 0,75%             | 0/386             | 48                | Extra-parlamentario |
| 2006                      | 838 (#13)         | 0,02%             | 0/386             | 0                 | Extra-parlamentario |
| 2010                      | 381 (#20)         | 0,003%            | 0/386             | 0                 | Extra-parlamentario |
| 2014                      | 7.426 (#16)       | 0,16%             | 0/199             | 0                 | Extra-parlamentario |
| 2018                      | 1.580 (#39)       | 0,03%             | 0/199             | 0                 | Extra-parlamentario |